# Déli kéneslepke
A déli kéneslepke (Colias alfacariensis) a fehérlepkék (Pieridae) családjában a kéneslepke (Colias) nemzetség egyik faja.

## Előfordulása
Főleg Dél- és Közép-Európára jellemző, kelet felé Közép-Ázsiáig.

## Megjelenése

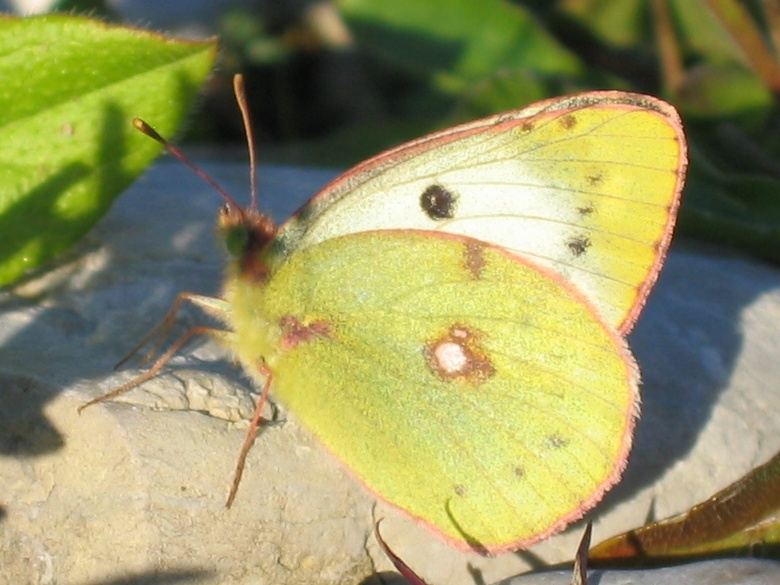
Nőstény déli kéneslepke

A hím alapszíne általában élénksárga, a tojóé zöldesfehér; rajzolatuk hasonló. Szárnyának fesztávolsága 29–50 mm.
Színezete és rajzolata is igen változékony, így például előfordulnak előfordulnak sárga alapszínű nőstények is (f. inversa). Az egyes nemzedékek színezete is különbözik: a leghalványabbak az első nemzedék hímjei, a legélénkebb sárgák az ősziek. Elülső szárnycsúcsa tompább a többi kéneslepkéénél. A sejtvégi folt viszonylag kerekded (a fonákon ritkán osztja meg szürke mag). A hátulsó szárny sejtfoltja élénk narancsszínű, két része csaknem mindig egybeolvad,
a nőstényeké kevésbé élénk, mint a hímeké. A hímek fekete szegélye csak a szárny csúcsa alatt teljes, a középtér felé eső részen a belső szegélyvonal hiányzik vagy foltokra szakadozik. A nőstények fekete szegélye sokkal fejlettebb, gyakran igen telt, benne a foltok kicsik. Hátulsó szárnyán e fekete szegély nem kettős: belső vonalából gyakran csak a felső szegély alatt marad meg néhány folt. A szárny fonáka pasztellszerűen lágy árnyalatú, a szegélytér foltjai elmosódottak, olykor teljesen hiányoznak.
Kékeszöld hernyóját sárga vonalak és fekete foltok tarkítják. Az első vedlés után zöld, a második után sötétzöld (oldala kékeszöld, a légzőnyílások körül fekete pontokkal), a harmadik vedlés után a hátán is megjelenik szelvényenként négy fekete foltocska, a negyedik vedlés után e foltok nagyobbakká válnak.

## Hasonló fajok
A déli kéneslepkéhez hasonló faj a fakó kéneslepke (Colias hyale) és a keleti kéneslepke (Colias erate) — előbbitől hímjének élénkebb alapszínével és szárnycsúcsának kisebb sárga foltjaival különböztethető meg.

## Életmódja
Magyarországon a domb- és hegyvidékeken, a nap sütötte lejtőkön röpül.
Májustól szeptemberig 2-3 nemzedéke repül (május–június, július–augusztus, illetve szeptember–október).
Hernyói nyáron rágnak; tápnövényük a tarka koronafürt (Coronilla varia).